# Miss Arkansas USA
Miss Arkansas USA, est un concours de beauté féminin, destiné aux jeunes femmes de 17 à 27 ans habitante de l'état américain de l'Arkansas, dont la gagnante participe à l'élection de Miss USA.

## Lauréates

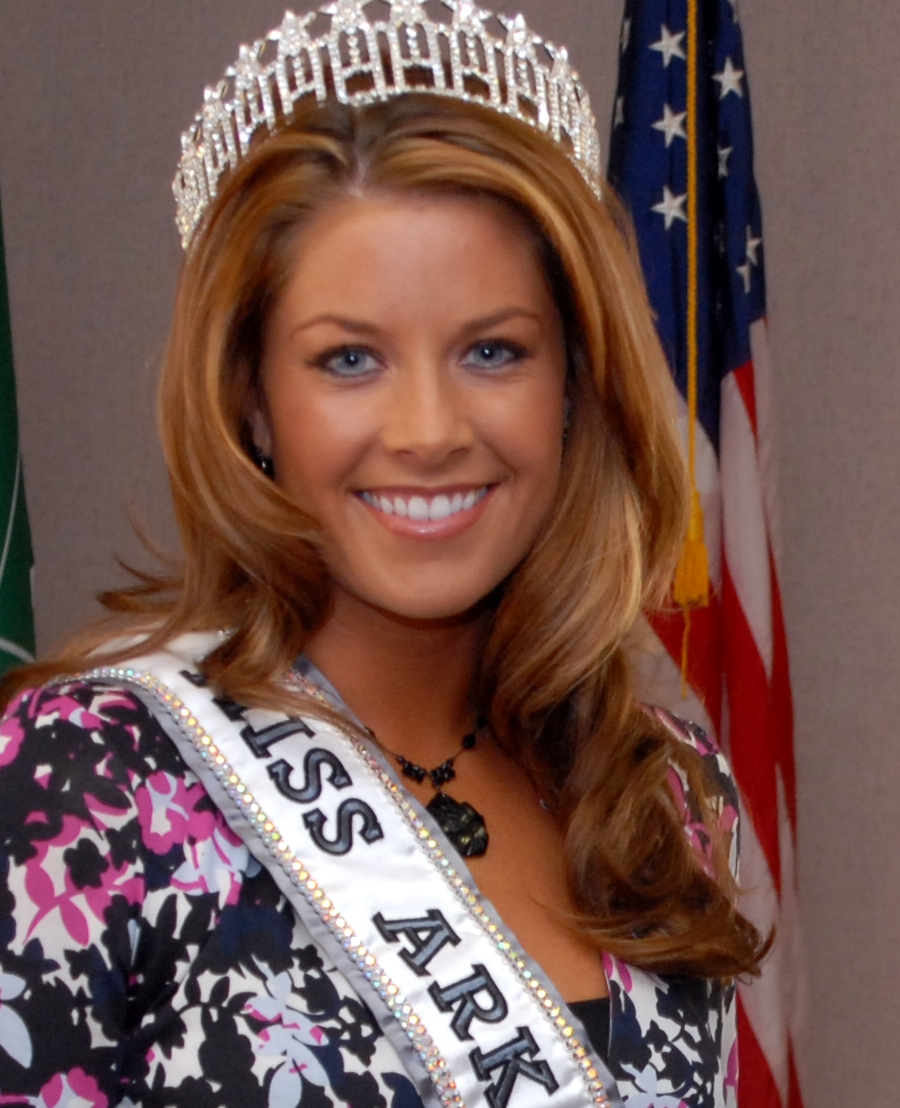
Kelly George, Miss Arkansas USA 2007

| Années | Nom                            | Domicile     | Âge1 | Classement à Miss USA | Prix spéciaux à Miss USA | Notes |
| ------ | ------------------------------ | ------------ | ---- | --------------------- | ------------------------ | --- |
| 2025   | Olivia Halsey                  | Little Rock  | 24   |                       |                          | |
| 2024   | Madeline Bohlman               | Fayetteville | 22   |                       | Miss Convivialité        | Précédemment Miss Arkansas Teen USA 2021                                                                  |
| 2023   | Mackenzie Hinderberger         | Farmington   | 24   | Top 20                |                          | Précédemment Miss Arkansas Teen USA 2018                                                                  |
| 2022   | Rylie Wagner                   | Ozark        | 22   |                       |                          | |
| 2021   | Stephanie Barber               | Fayetteville | 22   |                       |                          | |
| 2020   | Haley Rose Pontius             | Houston      | 23   |                       |                          | |
| 2019   | Savannah Skidmore              | Calico Rock  | 24   | Top 5                 |                          | Précédemment Miss Arkansas 2016                                                                           |
| 2018   | Lauren Weaver                  | Greenwood    | 21   |                       |                          | Précédemment Miss Arkansas Teen USA 2014                                                                  |
| 2017   | Arynn Johnson                  | Hot Springs  | 20   |                       |                          | Précédemment Miss Arkansas Teen USA 2015 et Top 16 à Miss Teen USA 2015                                   |
| 2016   | Abigail (Abby) Elizabeth Floyd | Searcy       | 20   | Top 10                |                          | Précédemment Miss Arkansas Teen USA 2013 et Top 16 à Miss Teen USA 2013                                   |
| 2015   | Leah Blefko                    | Fayetteville | 21   |                       |                          | |
| 2014   | Helen Wisner                   | Fayetteville | 24   |                       |                          | |
| 2013   | Hannah Billingsley             | Franklin     | 22   |                       |                          | |
| 2012   | Kelsey Dow                     | Jonesboro    | 21   | Top 16                |                          | |
| 2011   | Lakynn McBride                 | White Hall   | 20   |                       |                          | |
| 2010   | Adrielle Churchill             | Dover        | 24   | Top 15                |                          | Ancienne National Sweetheart 2005                                                                         |
| 2009   | Chanley Painter                | Conway       | 24   | Top 10                |                          | |
| 2008   | Rachel Howells                 | Alma         | 21   |                       |                          | |
| 2007   | Kelly George                   | Sherwood     | 24   |                       |                          | candidate à National Sweetheart 2004 pour Miss Maryland                                                   |
| 2006   | Kimberly Forsyth               | Cabot        | 26   |                       |                          | |
| 2005   | Jessica Furrer                 | Conway       | 22   | Top 15                |                          | |
| 2004   | Jennifer Sherrill              | Sherwood     | 19   |                       | Miss Photogénique        | |
| 2003   | Taylor Carlisle                | Jacksonville | 21   |                       |                          | |
| 2002   | Amber Boatman                  | Norphlet     | 23   |                       |                          | |
| 2001   | Jessie Davis                   | Harrison     |      |                       |                          | |
| 2000   | Whitney Moore                  | Cabot        | 22   |                       |                          | |
| 1999   | Allison Heavener               |              |      |                       |                          | |
| 1998   | Kami Tice                      | Huntsville   |      |                       |                          | |
| 1997   | Tamara Henry                   | Little Rock  | 25   |                       |                          | Top 10 à Miss Arkansas 1993                                                                               |
| 1996   | Tiffany Parks                  |              | 20   |                       |                          | Participante à Miss Arkansas Teen USA 1993                                                                |
| 1995   | Kristen Bettis                 |              |      |                       |                          | |
| 1994   | Hannah Hilliard                | Little Rock  |      |                       |                          | |
| 1993   | Kati Fish                      | Hot Springs  |      |                       |                          | |
| 1992   | Jona Garner                    |              |      |                       |                          | |
| 1991   | Angela Rockwell                |              |      |                       |                          | |
| 1990   | Kathryn Harris                 | Pine Bluff   | 18   |                       |                          | |
| 1989   | Paige Yandell                  | Greenwood    |      |                       |                          | Participante à Miss Arkansas Teen USA 1987                                                                |
| 1988   | Melissa Staples                | Calion       |      |                       |                          | Participante à Miss Arkansas Teen USA 1984                                                                |
| 1987   | Sheri Smeltzer                 | Smackover    |      |                       |                          | |
| 1986   | Rhonda Blaylock                | Springdale   |      |                       |                          | |
| 1985   | Susan Dean                     | Osceola      |      |                       |                          | |
| 1984   | Shelly Boyd                    | Manila       |      |                       |                          | |
| 1983   | Debra Baltz                    | Paris        |      |                       |                          | |
| 1982   | Terri Utley                    | Cabot        | 20   | Gagnante              |                          | 4e dauphine de Miss Univers 1982                                                                          |
| 1981   | Lynnanne Derryberry            | Jerusalem    |      |                       |                          | |
| 1980   | Susie Owens                    | Jacksonville |      |                       |                          | |
| 1979   | Cynthia Caldwell               | Jacksonville |      |                       |                          | |
| 1978   | Donna Funderburk               | El Dorado    |      |                       |                          | |
| 1977   | Debra Duree                    | Texarkana    |      |                       |                          | |
| 1976   | Sonia Kay Jines                | Conway       |      |                       |                          | |
| 1975   | Robin Fields                   | Hot Springs  |      |                       |                          | |
| 1974   | Gina Huddle                    |              |      |                       |                          | |
| 1973   | Christal Phiffer               |              |      |                       |                          | |
| 1972   | Susan Tichenor                 |              |      |                       |                          | |
| 1971   | Paula Keith                    |              |      |                       |                          | |
| 1970   | Mary Dial                      |              |      | Demi-finaliste        |                          | |
| 1969   | Leonette Reed                  |              |      |                       |                          | |
| 1968   | Ann Smithwick                  |              |      | Demi-finaliste        |                          | |
| 1967   | Katy Wurst                     |              |      |                       |                          | |
| 1966   | Peggy Jones                    |              |      |                       |                          | |
| 1965   | Jeri Haynie                    |              |      |                       |                          | |
| 1964   | Barbara McGlothlin             |              |      |                       |                          | |
| 1963   | Cheryl Bechtelheimer           |              |      |                       |                          | 2e dauphine à Miss American Beauty 1964                                                                   |
| 1962   | Linda Riggan                   | Leola        |      |                       |                          | |
| 1961   | Mickey Lambert                 |              |      |                       |                          | |
| 1960   | Gene Chambers                  |              |      |                       |                          | |
| 1959   | Donna Needham                  |              |      | Semi-finalist         |                          | |
| 1958   | Nancy Hill                     |              |      |                       |                          | |
| 1957   | Helen Garrott                  |              |      | Demi-finaliste        |                          | |
| 1956   | Nancy McCollum                 |              |      | 2e dauphine           |                          | |
| 1955   | Margaret Haywood               | Jonesboro    |      | 1re dauphine          |                          | Miss World United States 1955, 1re dauphine à Miss Monde 1955 comme Miss USA; 2e dauphine Miss Dixie 1955 |
| 1954   | Jineane Marie Ford             |              |      | Demi-finaliste        |                          | |
| 1953   | Jackie Stucker                 |              |      |                       |                          | |
| 1952   | Barbara Wathen                 |              |      |                       |                          | |

## Palmarès à l’élection Miss USA depuis 1952
- Miss USA : 1982
- 1re dauphine : 1955
- 2e dauphine : 1956
- 3e dauphine :
- 4e dauphine :
- Top 5 : 2019
- Top 10 : 2009, 2016
- Top 15 : 1954, 1957, 1959, 1968, 1970, 2005, 2010, 2012
- Top 20 :
- Classement des états pour les 10 dernières élections :